# تاتسويا كوماجاي
تاتسويا كوماجاي (باليابانية: 熊谷 達也) (مواليد 25 سبتمبر 1992)، هو لاعب كرة قدم ياباني سابق كان يلعب كلاعب وسط.

## وصلات خارجية
- تاتسويا كوماجاي على موقع رابطة كرة القدم اليابانية للمحترفين (اليابانية)